# 정몽일
정몽일(鄭夢一, 1959년 3월 25일~ )는 대한민국의 기업인이다. 정주영의 8남이며, 현재 현대기업금융 회장이다.

## 학력
- 배재고등학교 졸업
- 연세대학교 경영학 학사
- 조지워싱턴대학교 대학원 경영학 석사

## 가족
- 할아버지 : 정봉식
- 할머니 : 한성실
  - 아버지 : 정주영 (1915 ~ 2001)
  - 어머니 : 변중석 (1921 ~ 2007)
    - 형 : 정몽구 (1938 ~ )
    - 형수:이정화 (1938 ~ 2009)
    - 형 : 정몽근 (1942 ~ )
    - 형수:우경숙 (1951 ~ )
    - 누나 : 정경희 (1944 ~ )
    - 형 : 정몽우 (1945 ~ 1990)
    - 형 : 정몽헌 (1948 ~ 2003)
    - 형 : 정몽준 (1951 ~ )
    - 형 : 정몽윤 (1955 ~ )
    - 배우자: 권준희 (1961 ~)
      - 1남: 정현선 (1989~ )
      - 1녀: 정문이 (1991~ )

    - 여동생: 정정인 (1979~ )
    - 여동생: 정정임 (1981~ )